# Lajos Kovács
Lajos Nemes Kovács (* 27. April 1894 in Budapest; † 17. Dezember 1961 in New York, Spitzname Ludwig) war ein ungarischer Fußballspieler und -trainer.

## Karriere
Kovács begann seine Karriere beim MTK Budapest, wo er es in der Meistersaison 1913/14 unter dem schottischen Trainer Robertson zu drei Einsätzen in der Meisterschaft brachte. Da er jedoch keinen Stammplatz erobern konnte, verließ er den Verein und wurde beim kleineren Budapester Verein Zuglói VII. Kerületi SC zum Leistungsträger. Im Jahr 1922 kam der Verteidiger zu zwei Einsätzen im ungarischen Nationalteam, als er im Mai gegen Polen debütierte und wenige Wochen später in einem Spiel gegen die Schweiz in der zweiten Halbzeit für Gyula Mándi eingewechselt wurde. Zum Ende seiner aktiven Karriere wechselte Kovács nach Italien, wo er von 1925 bis 1927 für Novara Calcio spielte.
Im September 1927 wurde Kovács Trainer des VfB Stuttgart. Nachdem er im Dezember 1929 mit dem VfB in der Bezirksliga Württemberg die Württembergische Meisterschaft gewonnen hatte, verließ er die Schwaben, da der deutsche Verein Kovács nicht weiter finanzieren konnte. Danach trainierte er von 1930 bis 1932 Calcio Padova, von 1932 bis 1933 die AS Rom, von 1934 bis 1935 die AGC Bologna (Gewinn des Mitropacups 1934), von 1936 bis 1937 die US Triestina, 1946 die US Alessandria und von 1949 bis 1950 Cagliari Calcio. Kovács starb am 17. Dezember 1961 in New York im Alter von 67 Jahren an einem Herzschlag.